# Tortolì
Tortolì est une commune et un des deux chefs-lieux de la province de Nuoro en Sardaigne (Italie).

## Toponymie
L'origine du toponyme est controversée. Certains soutiennent que Tortueli dériverait de Portus Ilii (Giovanni Spano dans son Vocabolario Sardo de 1872), c'est-à-dire les ilienses avec un patronyme Sypicius portus (les restes semblent avoir été trouvés lors des fouilles de l'étang de Tortolì dans les années 80). D'autres ont reconnu le suffixe Elia avec le terme Portu : Portuelie (port de Saint Élie). Les pisans l'écrivaient Tortohelie.

## Géographie
Tortolì possède un port : Arbatax.

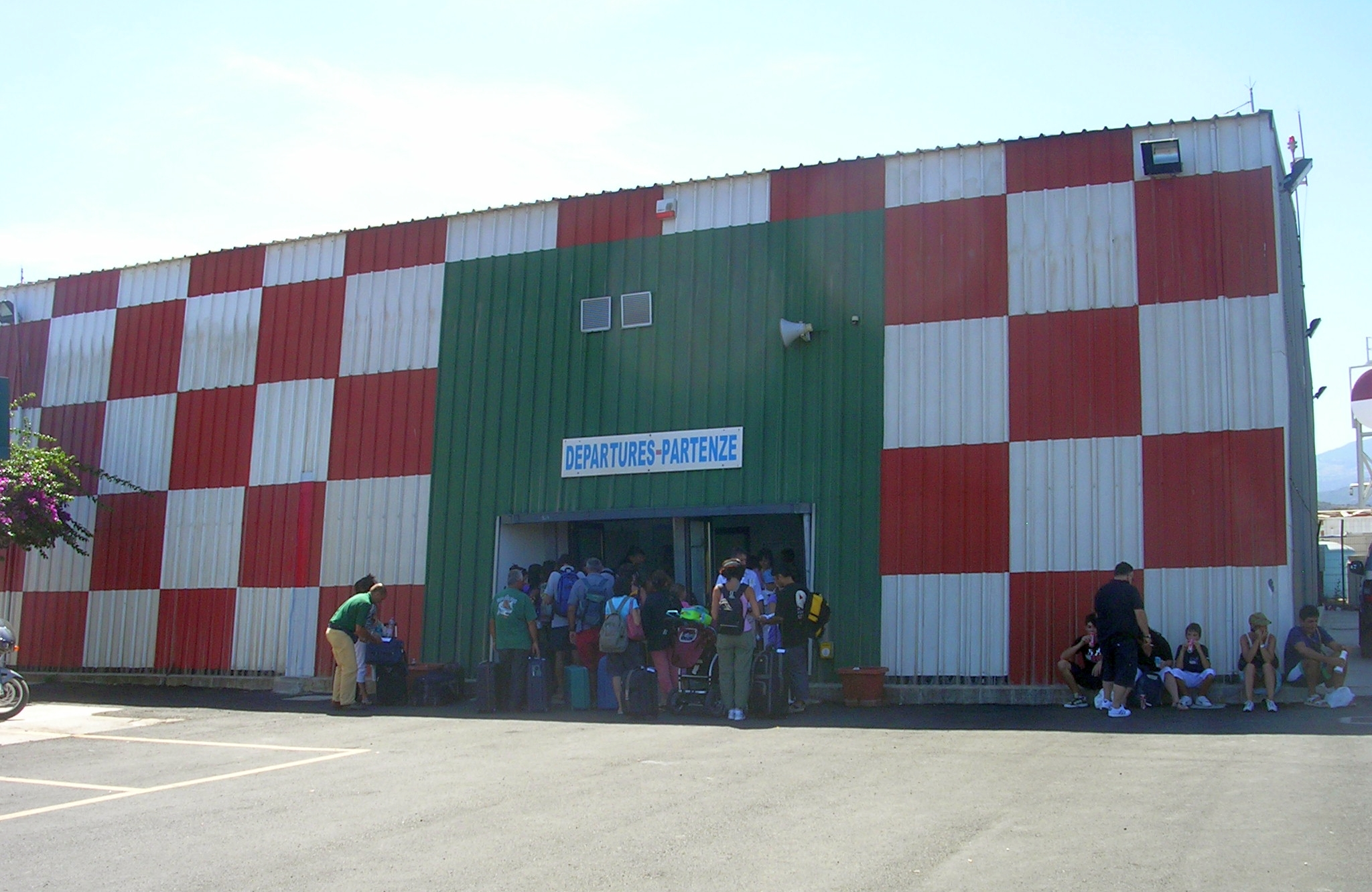

Tortolì possède également un petit aéroport : Tortolì-Arbatax.
La ville de Tortolì est située sur la côte centrale orientale de la Sardaigne et  son port (Arbatax) et l'aéroport (Tortolì-Arbatax) permettent la liaison avec la péninsule italienne et le reste de l'Union européenne. Elle est limitée au nord par Girasole et Lotzorai, à l'ouest par Villagrande Strisaili, Elini et Ilbono, au sud par Bari Sardo.
À l'est elle donne sur la mer et les plages de sable granitique sont très renommées (Lido di Orrì).

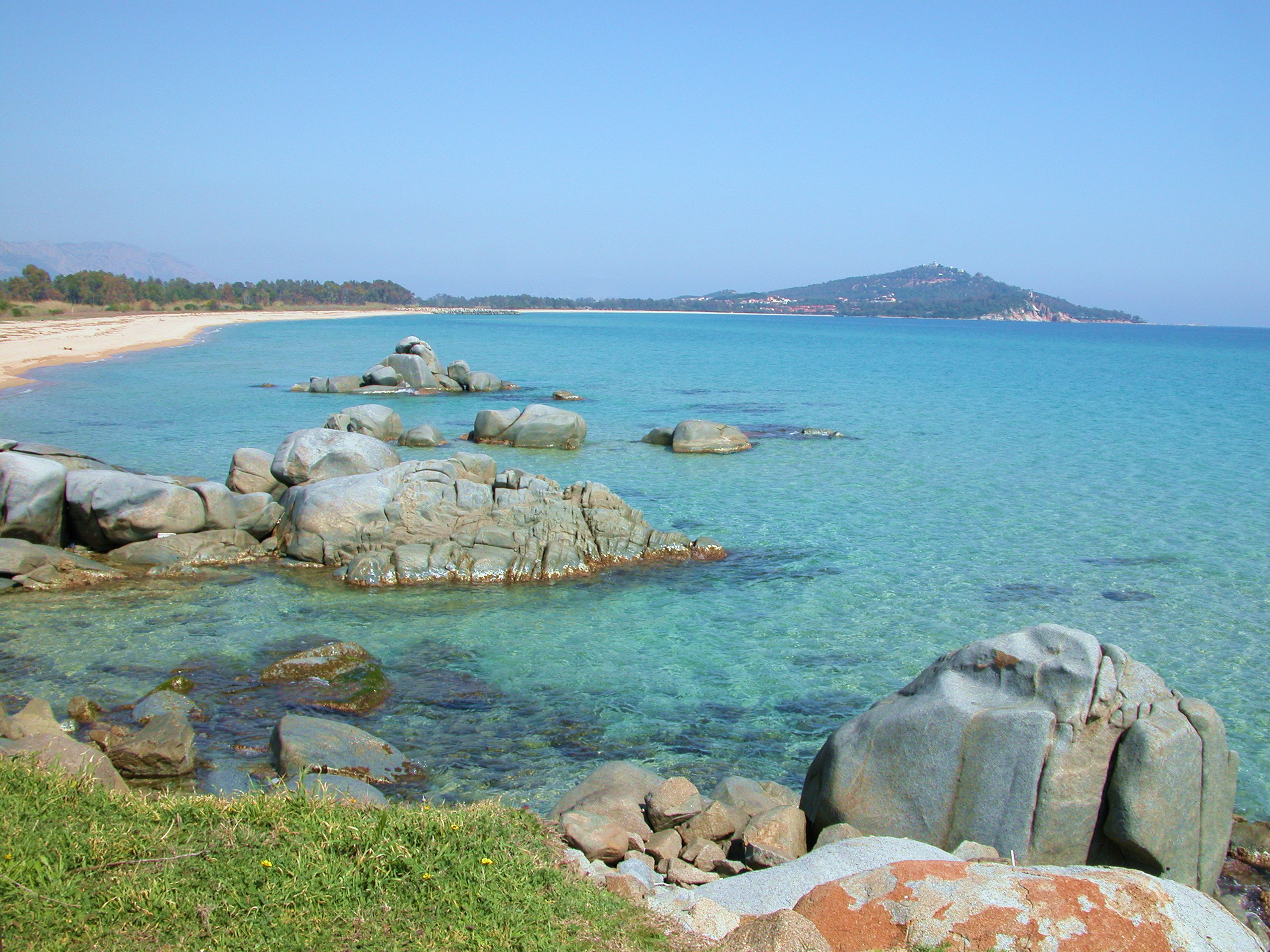
Lido di Orrì

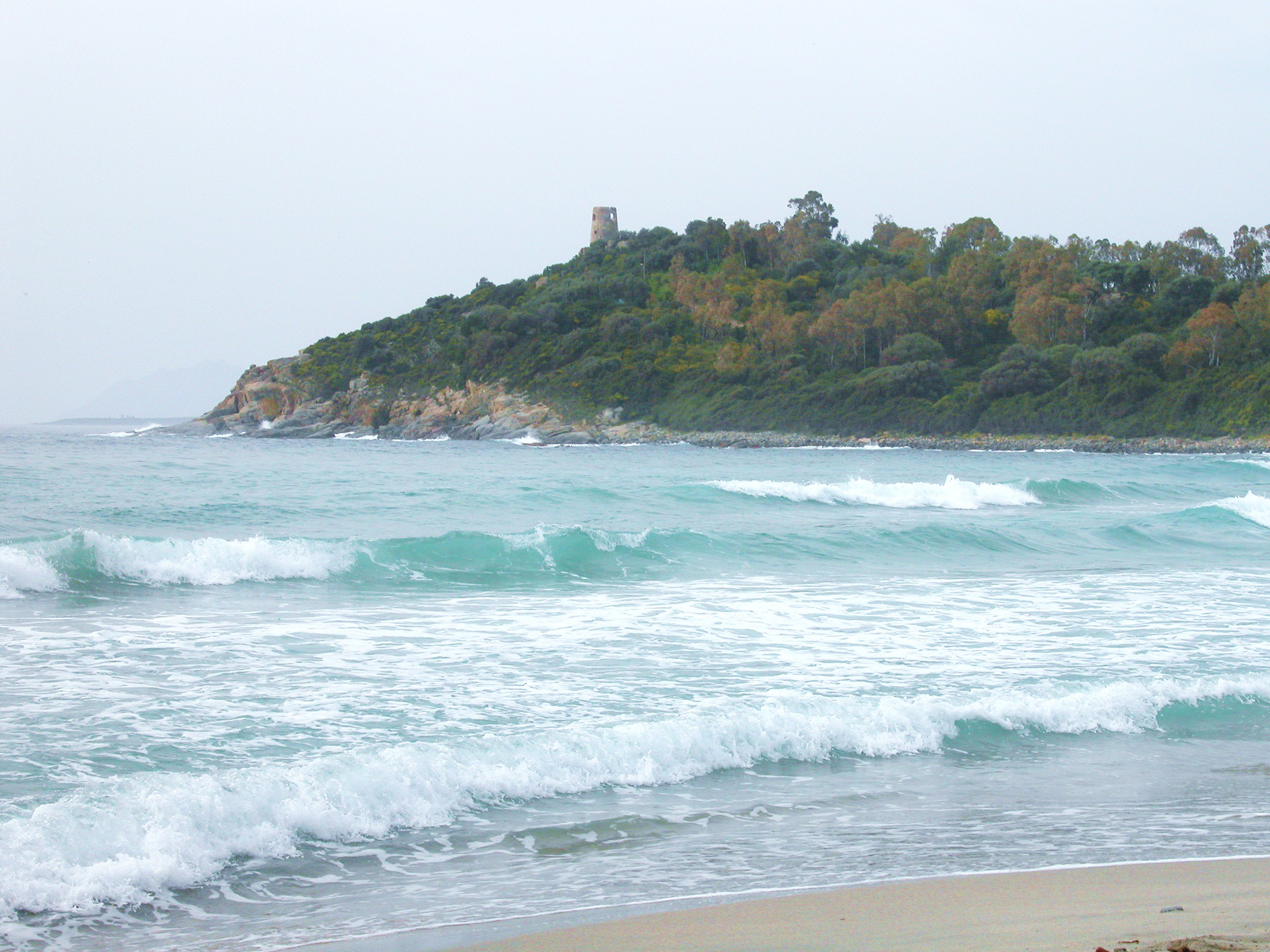
Baia di Porto Frailis

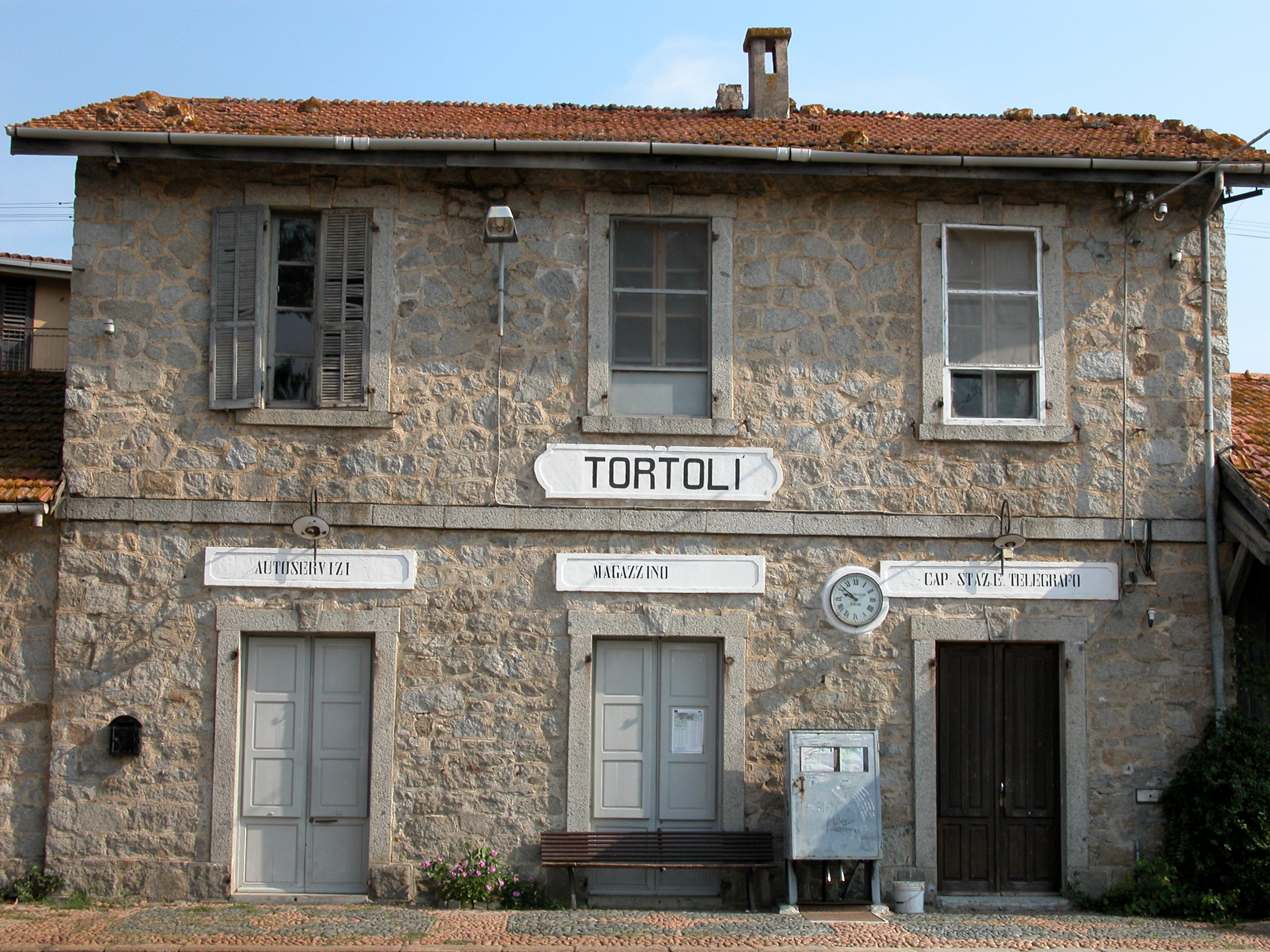
Gare FdS

## Histoire

### Antiquité
Dominée par les Carthaginois, les Romains, les Vandales et les Espagnols.
Au XIIe siècle, Tortolì faisait partie du judicat de Cagliari.
Tortolì était la capitale de l'ancien comté de Quirra.

### Histoire contemporaine
- 1807 Tortolì devient capitale de province d'un territoire qui comprend 26 villages
- 1821 Elle cesse d'être capitale de province et devient celle de Lanusei jusqu'en 1859
- 1824 (8 nov.) Le diocèse d'Ogliastra est créé par bulle du pape Léon XII
- 1832 le Foddeddu rompt la digue et ses eaux envahissent le quartier de la cathédrale de Sant'Andrea
- 1851 celui qui abat le plus de moineaux a un prix de 24 lires
- 1859 Tortolì fait partie de la province de Cagliari jusqu'en 1926
- 1869 (avril) celui qui présente un kilogramme de sauterelles à un prix de 10 centimes. L'activité est obligatoire, avec quelques exceptions. Celui qui ne s'y soumet pas est dénoncé au juge
- 1869 (avril) épidémie de variole à cause d'un prisonnier jugé à Tortolìgi
- 1881 (4 juin) inauguration du premier aqueduc qui amène l'eau de la source de "Fra Locci" à l'actuelle piazza Cavour.
- 1901, automne, presque toutes les semaines, des inondations ont détruit les pâtures. Il n'y a plus de travail et la misère est extrême
- 1902 la paie journalière d'un tailleur de pierres d'un maçon, d'un ouvrier agricole varie pour les adultes de 1 lire 70 à 3 lires 50 et pour les enfants, entre 0,90 et 1 lire 30
- 1906 coup d'envoi pour la construction du ponte di ferro sur le Foddeddu qui relie le centre au sud
- 1908 (février) cas de variole
- 1918 (octobre-novembre) épidémie de grippe espagnole : 150 morts
- 1926 Tortolì fait partie de la province de Nuoro jusqu'en 2005
- 1927 par bulle pontificale du pape Pie XI, le siège épiscopal d'Ogliastra passe de Tortolì à Lanusei
- 1930 est créé (en date du 27 novembre) le Consortium de développement agraire
- 1935 (10 juin) visite de Benito Mussolini
- 1943 (23 avril, entre le 13 et le 30) 18 raids aériens bombardent le port d'Arbatax : 13 victimes

## Transports
Tortolì possède un minuscule aéroport.

## Administration
| Période                                  | Période  | Identité              | Étiquette     | Qualité |
| ---------------------------------------- | -------- | --------------------- | ------------- | ------- |
| 10 mai 2005                              | En cours | Elena Marcella Lepori | Liste civique |         |
| Les données manquantes sont à compléter. |          |                       |               |         |

### Hameaux
Arbatax

### Communes limitrophes
Arzana, Bari Sardo, Elini, Girasole, Ilbono, Lotzorai, Villagrande Strisaili

### Évolution démographique
Habitants recensés

## Galerie de photos

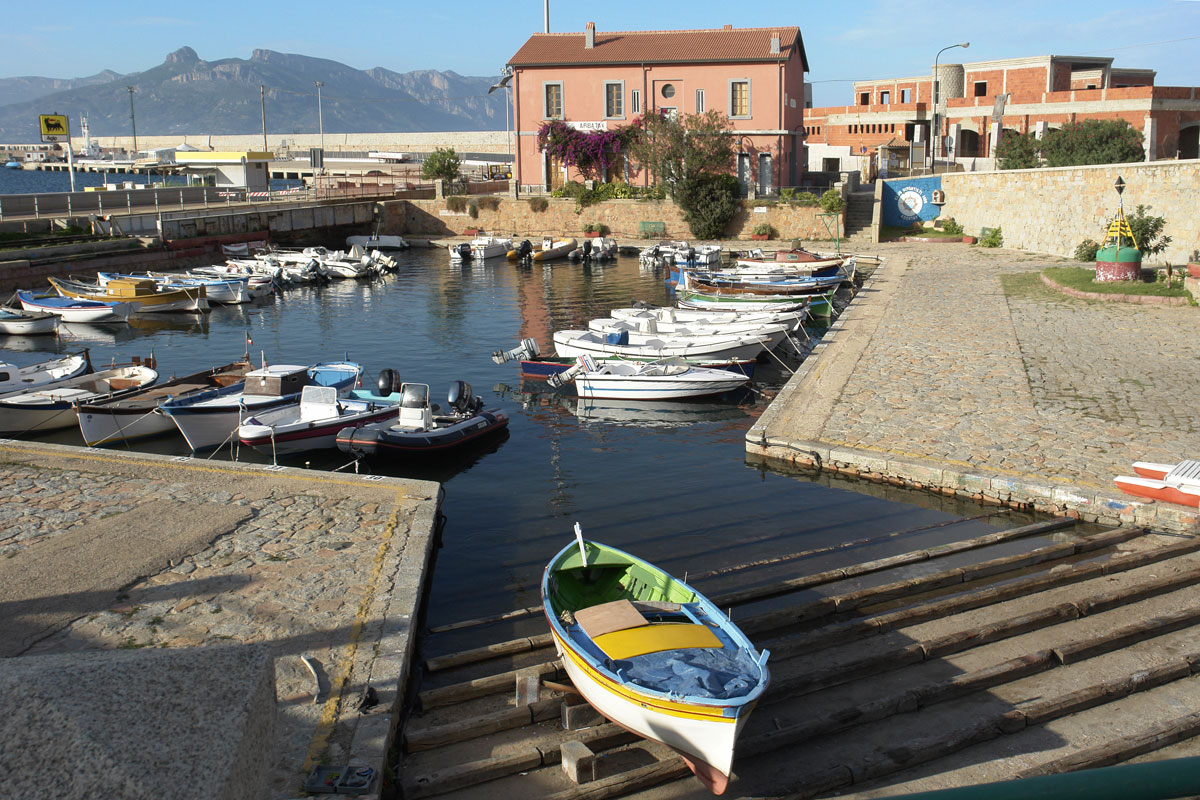
Port
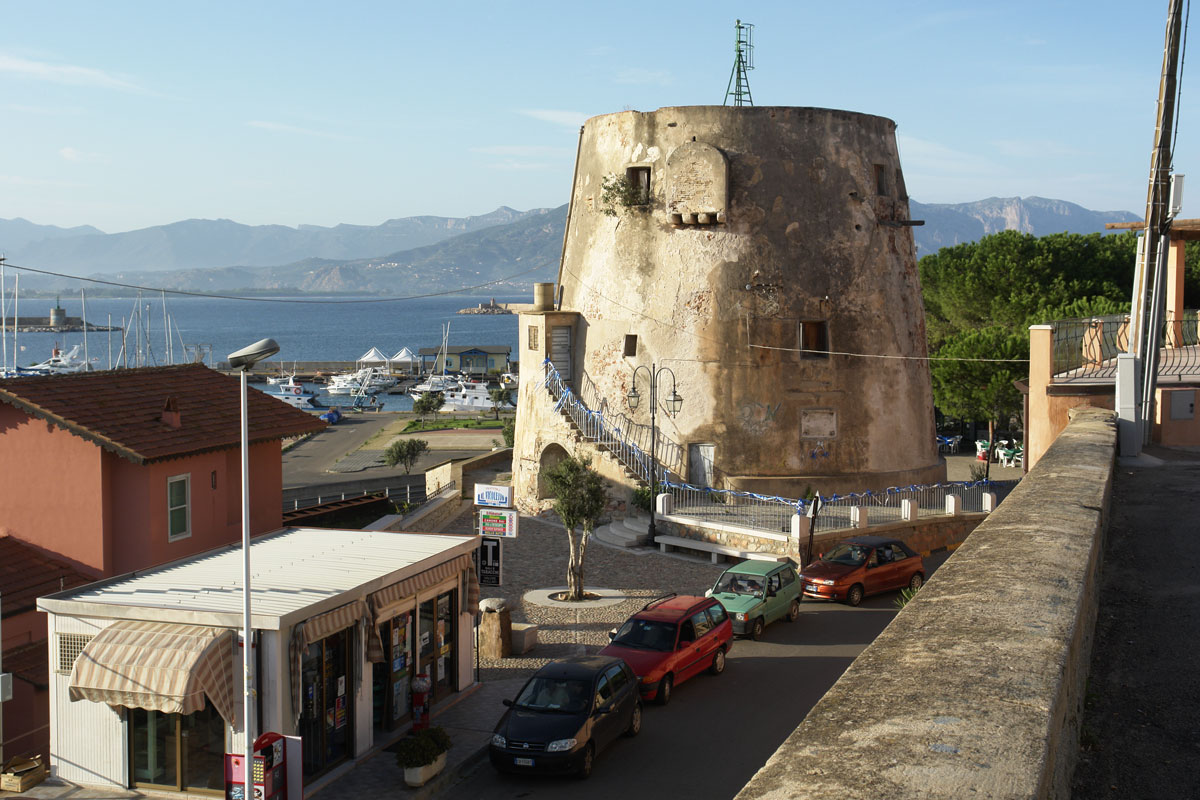
Torre Saracena
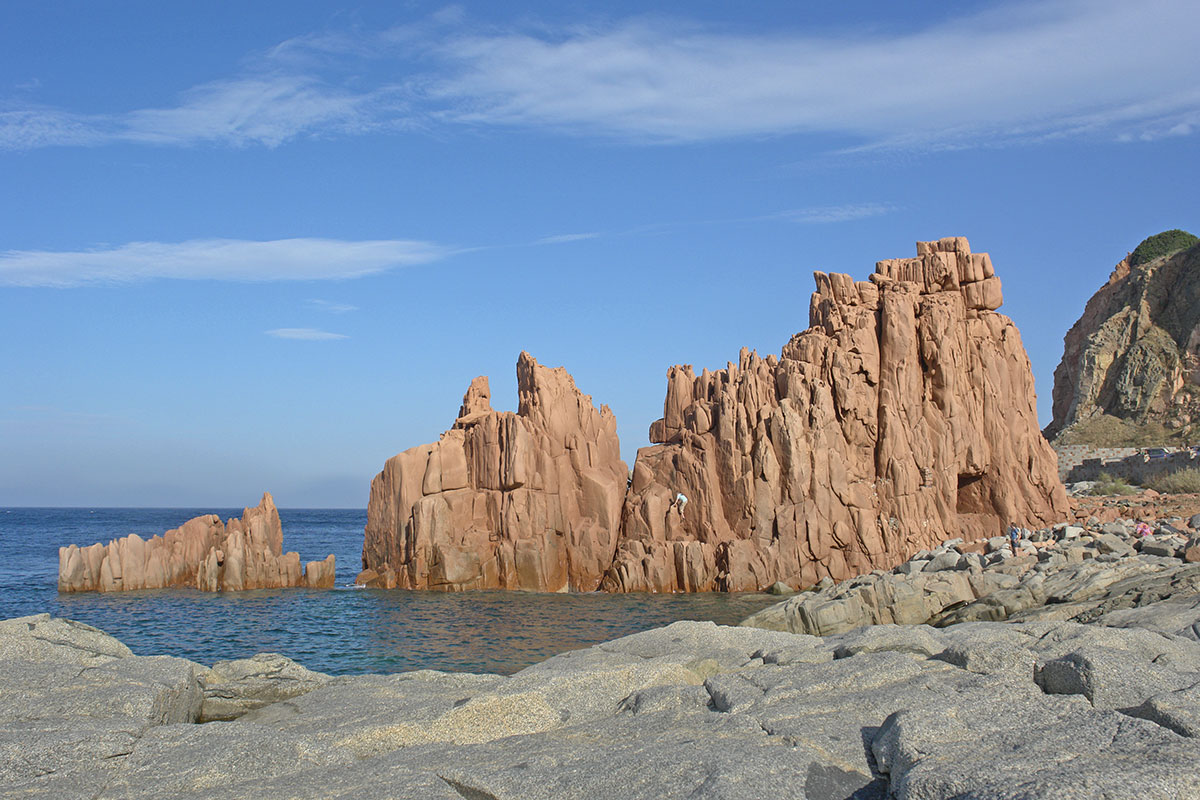
Plage Rocce Rosse
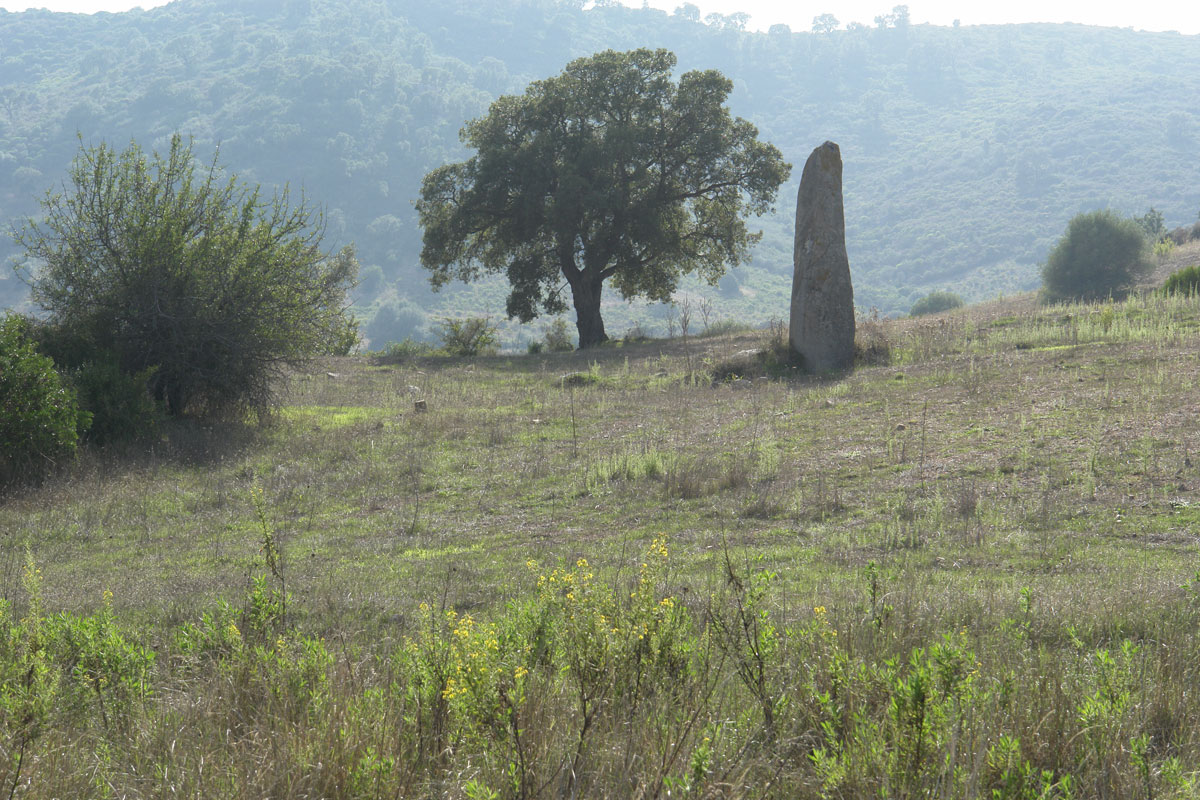
Le menhir de Tortolì